# Hans Jonatan
Hans Jonatan (ur. ok. 1784 r., zm. 1827 r.) – duński rolnik i handlowiec, w młodości marynarz duńskiej marynarki wojennej.

## Życiorys
Urodzony ok. 1784 r. na plantacji na wyspie Saint Croix w Duńskich Indiach Zachodnich. Jego matką była czarnoskóra niewolnica Emilia Regina pochodząca z zachodniego wybrzeża Afryki, a ojcem Duńczyk Hans Gram, który pracował jako sekretarz rodziny von Schimmelmannów, będących właścicielami plantacji.
W 1789 roku von Schimmelmannowie wrócili do Danii, zabierając Hansa Jonatana i jego matkę. W 1801 roku jako siedemnastolatek Hans Jonatan uciekł, by zaciągnąć się do duńskiej marynarki wojennej. Brał udział w toczących się wówczas wojnach napoleońskich. Rok później został aresztowany i postawiony przed sądem, a jego proces stał się głośnym wydarzeniem.
Mimo że adwokat wskazywał na dopuszczalność niewolnictwa jedynie w koloniach, Hans Jonatan został uznany za niewolnika i skazany na zesłanie do Duńskich Indii Zachodnich, do których nie dotarł, gdyż uciekł i osiadł na Islandii, gdzie został rolnikiem i handlowcem. Na Islandii ożenił się z Katrín Antoníusdóttir z Háls, para miała dwoje dzieci. Zmarł w 1827 roku.
Jego losy od ucieczki z drogi do Duńskich Indii Zachodnich poznano w latach 90. XX w. dzięki publikacji pamiętników norweskiego kartografa Hansa Frisaka, który spotkał go w 1812 roku. W 2018 r. opublikowano w „Nature Genetics” wyniki projektu naukowego, który polegał na wykorzystaniu genomów blisko dziewięciuset żyjących potomków oraz danych genealogicznych do odtworzenia dużej części genomu człowieka.